# Francesco Saverio di Hohenzollern-Hechingen
Francesco Saverio di Hohenzollern-Hechingen (Bayreuth, 18 luglio 1720 – Mouffrin, 14 marzo 1765) è stato un generale e nobile tedesco.

## Biografia
Francesco Saverio era figlio del feldmaresciallo imperiale Ermanno Federico di Hohenzollern-Hechingen (1665-1733) e della sua seconda moglie, Giuseppa (1694-1738), figlia del conte Francesco Alberto di Oettingen-Spielberg. Suo fratello maggiore Giuseppe Federico Guglielmo divenne principe di Hohenzollern-Hechingen nel 1750.
Intrapresa la carriera militare come suo padre e come da tradizione nella sua famiglia, fece carriera nell'esercito imperiale sino a raggiungere il grado di feldmaresciallo luogotenente nel ramo della cavalleria. Con la moglie visse prevalentemente nei Paesi Bassi austriaci, l'attuale Belgio, nel castello di Mouffrin, morì all'età di quarantaquattro anni nel 1765.

## Matrimonio e figli
Francesco Saverio si sposò il 21 gennaio 1748 nel castello di Geulle, vicino Maastricht, con Anna (1729-1798), figlia del conte Hermann Otto von und zu Hoensbroech. Come dote da sua moglie ricevette la contea di Geulle e la signoria di Mouffrin con quella di Baillonville. Da questo matrimonio nacquero i seguenti eredi:
- Ermanno (* / † 1748)
- Ermanno (1751-1810), principe di Hohenzollern-Hechingen, sposò in prime nozze nel 1773 la contessa Luisa de Merode-Westerloo (1747-1774), in seconde nozze nel 1775 la principessa Maximiliane de Gavre (1753-1778), in terze nozze nel 1779 la contessa Maria Antonia von Waldburg zu Zeil e Wurzach (1753-1814)
- Federico Francesco Saverio (1757-1844), feldmaresciallo austriaco, sposò nel 1787 la contessa Teresa di Wildenstein (1763-1865)
- Felicita Teresa Carolina (1763-1834), sposò nel 1782 il conte Maximilian Heinrich de Hoen-Neufchâteau († 1823)
- Maria Anna Giuliana (* / † 1755)

## Ascendenza
|                                                               |                                           |                                                        | Genitori                                              |  |  | Nonni |  |  | Bisnonni                                   |  |  | Trisnonni                                  |  |
|                                                               |                                           |                                                        |                                                       |  |  |       |  |  | Giovanni Giorgio di Hohenzollern-Hechingen |  |  | Eitel Federico I di Hohenzollern-Hechingen |  |
|                                                               |                                           |                                                        |                                                       |  |  |       |  |  | Giovanni Giorgio di Hohenzollern-Hechingen |  |  | Eitel Federico I di Hohenzollern-Hechingen |  |
|                                                               |                                           | Sibilla di Zimmern                                     |                                                       |  |  |       |  |  | Giovanni Giorgio di Hohenzollern-Hechingen |  |  |                                            |  |
| Filippo di Hohenzollern-Hechingen                             |                                           |                                                        |                                                       |  |  |       |  |  | Giovanni Giorgio di Hohenzollern-Hechingen |  |  |                                            |  |
|                                                               |                                           | Francesca di Salm-Neufville                            | Federico I di Salm-Neufville                          |  |  |       |  |  |                                            |  |  |                                            |  |
|                                                               |                                           | Francesca di Salm-Neufville                            | Federico I di Salm-Neufville                          |  |  |       |  |  |                                            |  |  |                                            |  |
|                                                               |                                           | Francesca di Salm-Neufville                            | Francesca di Salm                                     |  |  |       |  |  |                                            |  |  |                                            |  |
| Ermanno Federico di Hohenzollern-Hechingen                    |                                           | Francesca di Salm-Neufville                            |                                                       |  |  |       |  |  |                                            |  |  |                                            |  |
|                                                               |                                           | Enrico di Berg ’s-Heerenberg                           | Guglielmo di Berg ’s-Heerenberg                       |  |  |       |  |  |                                            |  |  |                                            |  |
|                                                               |                                           | Enrico di Berg ’s-Heerenberg                           | Guglielmo di Berg ’s-Heerenberg                       |  |  |       |  |  |                                            |  |  |                                            |  |
|                                                               |                                           | Enrico di Berg ’s-Heerenberg                           | Maria di Nassau-Dillenburg                            |  |  |       |  |  |                                            |  |  |                                            |  |
| Maria Elisabetta di Berg ’s-Heerenberg                        |                                           | Enrico di Berg ’s-Heerenberg                           |                                                       |  |  |       |  |  |                                            |  |  |                                            |  |
|                                                               |                                           | Erbin di Bergen op Zoom                                | …                                                     |  |  |       |  |  |                                            |  |  |                                            |  |
|                                                               |                                           | Erbin di Bergen op Zoom                                | …                                                     |  |  |       |  |  |                                            |  |  |                                            |  |
|                                                               |                                           | Erbin di Bergen op Zoom                                | …                                                     |  |  |       |  |  |                                            |  |  |                                            |  |
| Francesco Saverio di Hohenzollern-Hechingen                   |                                           | Erbin di Bergen op Zoom                                |                                                       |  |  |       |  |  |                                            |  |  |                                            |  |
|                                                               | Giovanni Francesco di Oettingen-Spielberg | Giovanni Alberto di Oettingen-Spielberg                |                                                       |  |  |       |  |  |                                            |  |  |                                            |  |
|                                                               | Giovanni Francesco di Oettingen-Spielberg | Giovanni Alberto di Oettingen-Spielberg                |                                                       |  |  |       |  |  |                                            |  |  |                                            |  |
|                                                               | Giovanni Francesco di Oettingen-Spielberg | Maria Gertrud Marschall von Pappenheim                 |                                                       |  |  |       |  |  |                                            |  |  |                                            |  |
| Francesco Alberto di Oettingen-Spielberg                      | Giovanni Francesco di Oettingen-Spielberg |                                                        |                                                       |  |  |       |  |  |                                            |  |  |                                            |  |
|                                                               |                                           | Ludovica Rosalia Attems                                | Giovanni Giacomo Attems                               |  |  |       |  |  |                                            |  |  |                                            |  |
|                                                               |                                           | Ludovica Rosalia Attems                                | Giovanni Giacomo Attems                               |  |  |       |  |  |                                            |  |  |                                            |  |
|                                                               |                                           | Ludovica Rosalia Attems                                | Judith Maria von Tattenbach                           |  |  |       |  |  |                                            |  |  |                                            |  |
| Giuseppa di Oettingen-Spielberg                               |                                           | Ludovica Rosalia Attems                                |                                                       |  |  |       |  |  |                                            |  |  |                                            |  |
|                                                               |                                           | Franz Ignaz von Schwendi zu Hohenlandsberg und Camberg | Maximilian von Schwendi zu Hohenlandsberg und Camberg |  |  |       |  |  |                                            |  |  |                                            |  |
|                                                               |                                           | Franz Ignaz von Schwendi zu Hohenlandsberg und Camberg | Maximilian von Schwendi zu Hohenlandsberg und Camberg |  |  |       |  |  |                                            |  |  |                                            |  |
|                                                               |                                           | Franz Ignaz von Schwendi zu Hohenlandsberg und Camberg | Marie Helene von Leonrod                              |  |  |       |  |  |                                            |  |  |                                            |  |
| Johanna Margarethe von Schwendi zu Hohenlandsberg und Camberg |                                           | Franz Ignaz von Schwendi zu Hohenlandsberg und Camberg |                                                       |  |  |       |  |  |                                            |  |  |                                            |  |
|                                                               |                                           | Maria Margarete Fugger zu Kirchberg und Weissenhorn    | Christoph Rudolf Fugger                               |  |  |       |  |  |                                            |  |  |                                            |  |
|                                                               |                                           | Maria Margarete Fugger zu Kirchberg und Weissenhorn    | Christoph Rudolf Fugger                               |  |  |       |  |  |                                            |  |  |                                            |  |
|                                                               |                                           | Maria Margarete Fugger zu Kirchberg und Weissenhorn    | Maria Anna Antonia Walburga von Montfort              |  |  |       |  |  |                                            |  |  |                                            |  |
|                                                               |                                           | Maria Margarete Fugger zu Kirchberg und Weissenhorn    |                                                       |  |  |       |  |  |                                            |  |  |                                            |  |